# Kanton Louhans
Kanton Louhans (francouzsky Canton de Louhans) je francouzský kanton v departementu Saône-et-Loire v regionu Burgundsko. Tvoří ho devět obcí.

## Obce kantonu
- Branges
- Bruailles
- La Chapelle-Naude
- Louhans
- Montagny-près-Louhans
- Ratte
- Saint-Usuge
- Sornay
- Vincelles